# Flugfeld Lodrino

i8
i11
i13
Das Flugfeld Lodrino ist ein ehemaliger Militärflugplatz der Schweizer Luftwaffe, gehört heute der Gemeinde Riviera, wird von der Riviera Airport SA betrieben und soll zu einem Drohnenkompetenzzentrum ausgebaut werden.

## Geschichte
Die Armee erstellte im Jahr 1941 eine Piste. Der Flugplatz wurde sodann in der Nachkriegszeit als Jetflugplatz für de Havilland DH.100 Vampire, de Havilland DH.112 Venom und Hawker Hunter genutzt, sowie für diverse Verbindungsflugzeuge der Schweizer Luftwaffe. Er war Teil des Flugplatzkommandos Locarno. 
Die Autobahn A2 wurde so gebaut, dass sie auch als Start- und Landebahn verwendet werden kann. Dies wurde 1991 in einer Übung mit den oben genannten Flugzeugtypen auch so praktiziert.
Eine DH.112 Venom ist beim öffentlichen Restaurant südwestlich der Piste auf einer Säule ausgestellt.

## Heutige Nutzung
Der Flugplatz in Lodrino wird nicht mehr direkt von der Luftwaffe betrieben, alle Flugoperationen finden im Tessin vom Stützpunkt in Locarno statt. Die RUAG Aviation führt dort mit rund 100 Beschäftigten das Center for Propeller Aircraft and UAV Systems und wartet die Systeme Pilatus PC-6, PC-7 und PC-9 der Schweizer Luftwaffe. Im Weiteren befindet sich eine private Helikopter-Firma auf Platz und in Zukunft soll ein Technologiepark mit einem
Kompetenz- und Forschungszentrum für Drohnen entstehen. Dazu hat der Staatsrat des Kanton Tessins eine Zuschussfinanzierung genehmigt.
Für die Luftwaffe dient dieser Flugplatz nur noch als Ausweichflugplatz von Locarno für ihre Flugzeuge und Helikopter. Es gibt hier nur noch Trainingsflüge für die Fallschirmaufklärer, die von PC-6 Turbo Porter über Lodrino abgesetzt werden und von dort wieder auf die Absprunghöhe gebracht werden, sowie den Werkflug der Luftwaffe. Die Einrichtung des Towers wurde im Jahr 2010 komplett demontiert.